# Kuchenspitze
La Kuchenspitze est une montagne qui s’élève à 3 148 m d’altitude dans le massif de Verwall, en Autriche.